# Chrysotoxum skufjini
Chrysotoxum skufjini är en tvåvingeart som beskrevs av Violovitsh 1973. Chrysotoxum skufjini ingår i släktet getingblomflugor, och familjen blomflugor. Inga underarter finns listade i Catalogue of Life.